# Zielenograd Moskwa
LFK Zielenograd – rosyjski amatorski klub piłkarski. Choć rozgrywa mecze w mieście Zielenograd, to oficjalnie reprezentuje Moskwę. 
W latach 2007—2010 był klubem profesjonalnym i grał w Drugiej Dywizji (3. poziom).